# 東北區域號列車
東北區域號列車是美铁在美國東北部與中大西洋地區行駛于东北走廊的高速列車。過去曾有「東北直達車（NortheastDirect）」、「Acela區間車（Acela Regional）、「區域號（Regional）」等稱呼。它是美铁最繁忙的班車，2012年財政年度搭載了801萬乘客，總收入為5億3千6百萬美元。
本列車於白天大約每小時便有一班車，需按票面显示车次乘车，不设站票。列車行駛區間一般為波士頓至華盛頓，而在紐約市、費城、華盛頓之間的班次更密集。另有延駛列車或支線列車行駛至麻薩諸塞州的春田市、維吉尼亞州的里奇蒙、紐波特紐斯、諾福克、罗阿诺克。
行車時間自諾福克或紐波特紐斯至華盛頓約為4.5小時，華盛頓至費城約為2小時，費城至紐約市約為1.5小時，紐約市至春田市為3.5小時，紐約市至波士頓約為4小時。

## 歷史

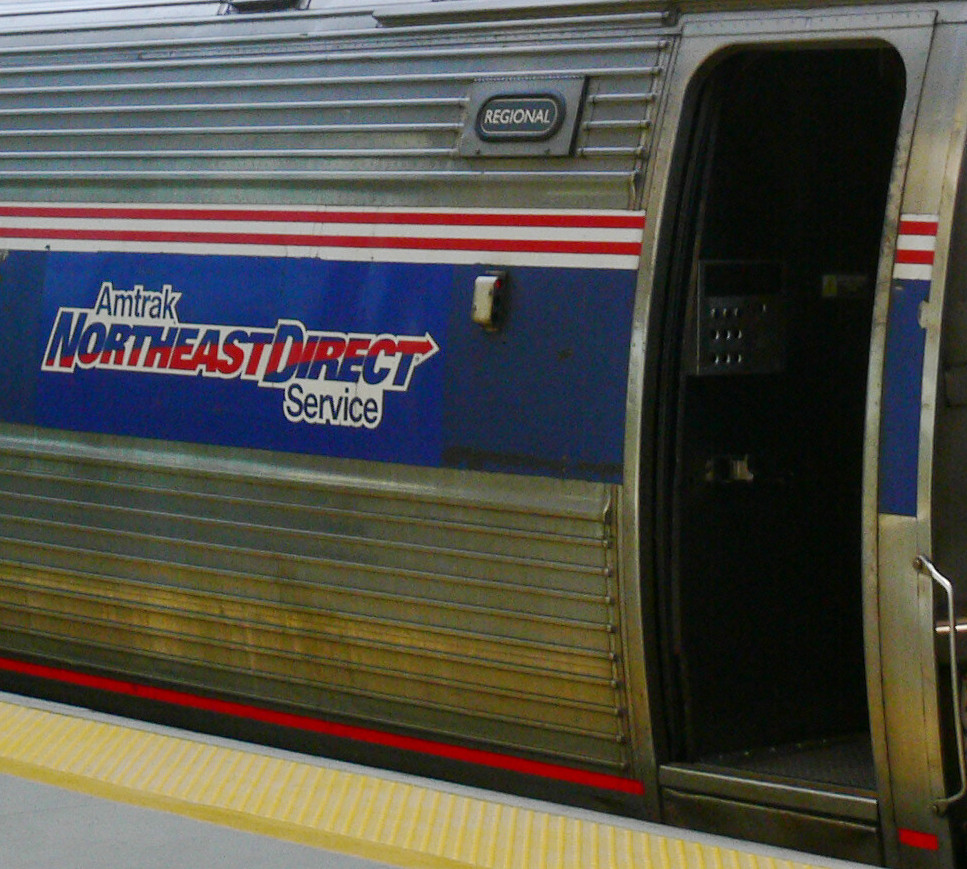
在1995年到2002年之間，多數的東北區域號列車以「東北直達車（NortheastDirect）之名行駛。

從前本線上的列車承繼自賓州中央鐵路各有其列車名稱，例如「洋基快艇號（Yankee Clipper）」與［聯邦號（Federal）」。由於電氣化路段僅至康乃狄克州紐哈芬市，因此需要更換機車。1995年10月28日Amtrak開始將行駛範圍延伸至紐波特紐斯，並將東北走廊的所有列車，除Metroliner快車以及每小時發車的Clocker號以外，皆改稱「東北直達車」。1996年11月10日的時刻表在「東北直達車」以外又附上了所有列車的舊名稱。1999年5月16日的時刻表中，除了Twilight Shoreliner以外，所有的舊列車名都取消了。2000年Amtrak完成了紐哈芬市到波士頓的電氣化工程以備開行Acela 特快，因此列車不必在紐哈芬市更換機車。行駛至波士頓的最初兩往返電氣化列車稱為Acela區域號（Acela Regional），使用的車廂是更新過的美铁普运型铁路客车，採用類似阿西乐特快的塗裝。全程電氣化的列車在2000年1月31開始行駛。
但由於Acela Regional 與 Acela Express 容易讓旅客產生誤會，在2003年3月17日又將列車名稱改成「區域號（Regional）」。2008年4月7日出版的新時刻表則將本車名稱改為「東北區域號（Northeast Regional）」，Amtrak也開始在簡餐車加上了新的「東北區域號」標誌。不過到了2010年有些所使用的“美铁普运型铁路客车”上還是有「東北直達車（NortheastDirect）的標誌。

### 維吉尼亞州的營運

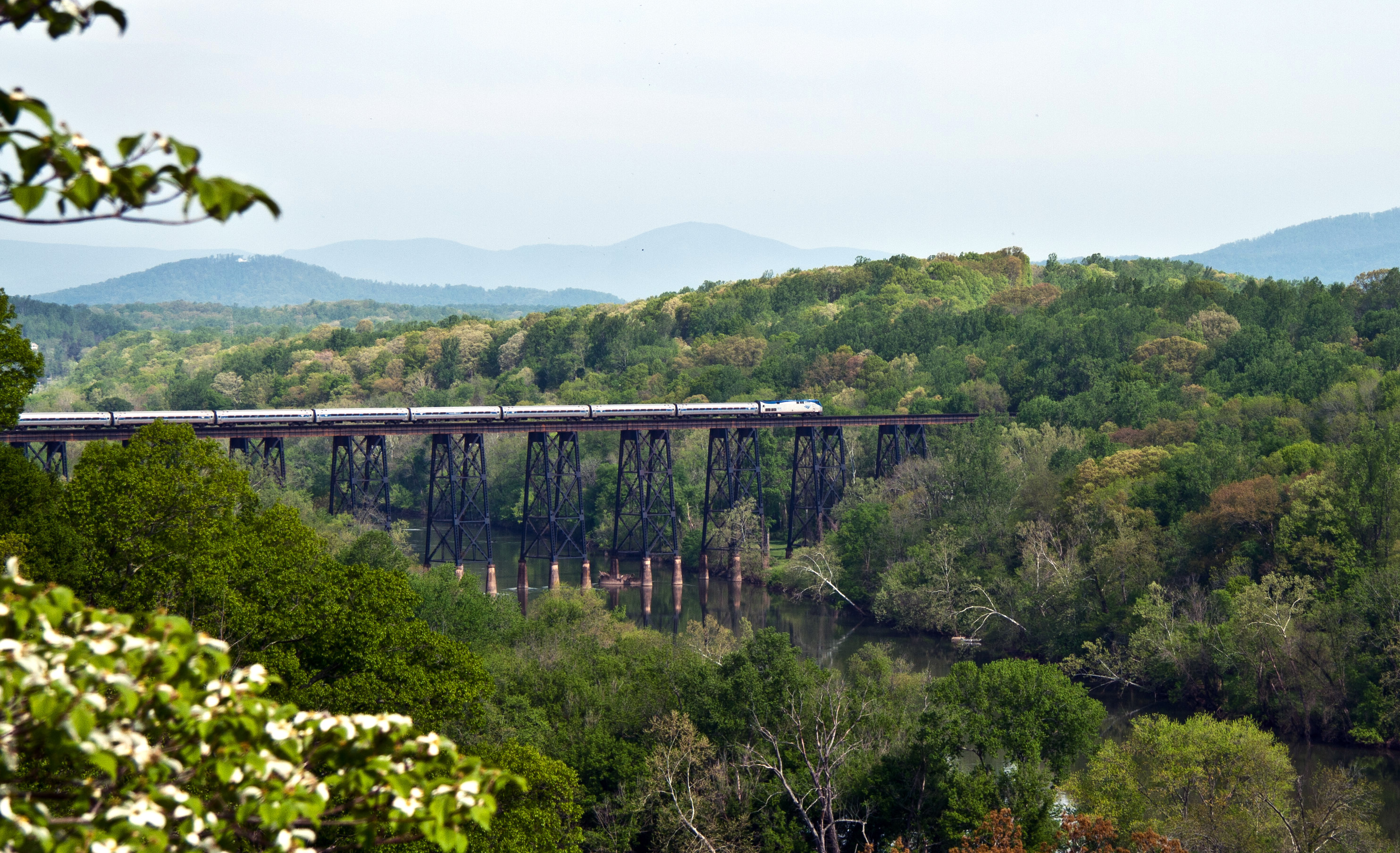
行駛於維吉尼亞州的東北區域號在林奇堡附近跨越詹姆斯河，2011年

部分东北区域号列车在弗吉尼亚州州政府的资助下从华盛顿向南延伸至弗吉尼亚州内的諾福克、紐波特紐斯（位于維吉尼亞半島）和罗阿诺克（位于西南弗吉尼亚）。但這範圍的路轨並未電氣化，也不屬於Amtrak而屬於貨運鐵路公司，其中有些路段遷就於貨運鐵路路線或場站而速度頗慢。
最初弗吉尼亚周内仅有两对对东北区域号列车，由美铁于1976年延伸至弗吉尼亚半岛的紐波特紐斯。弗吉尼亚州和Amtrak于2009年成立Amtrak Virginia品牌，在弗吉尼亚联邦范围内扩大客运铁路服务，使弗吉尼亚州成为除联邦政府资助的路线外第15个资助州内美铁客运服务的州：2009年10月1日，美铁将一对东北区域号列车从华盛顿经马纳萨斯、夏洛茨维尔延伸至西南弗吉尼亚的林奇堡。2010年7月20日，美铁将一对东北区域号列车延伸至里士满。
在经过弗吉尼亚州交通部门和諾福克南方鐵路协商并对既有里士满-诺福克路轨进行改造后，原里士满终到的东北区域号列车于2012年12月12日延伸至诺福克，2019年3月4日增加第二对诺福克终到的列车。
弗吉尼亚于2013年开始着手将林奇堡终到的列车延伸至罗阿诺克，因此对相关区间路轨进行改造。2017年10月31日完工通车，每日开行一对罗阿诺克始发终到的东北区域号。2022年7月11日，增加至每日两对。州政府希望将罗阿诺克路线继续延伸至弗吉尼亚理工附近的克里斯琴堡乃至田纳西州边境的布里斯托尔。

## 車輛與設備

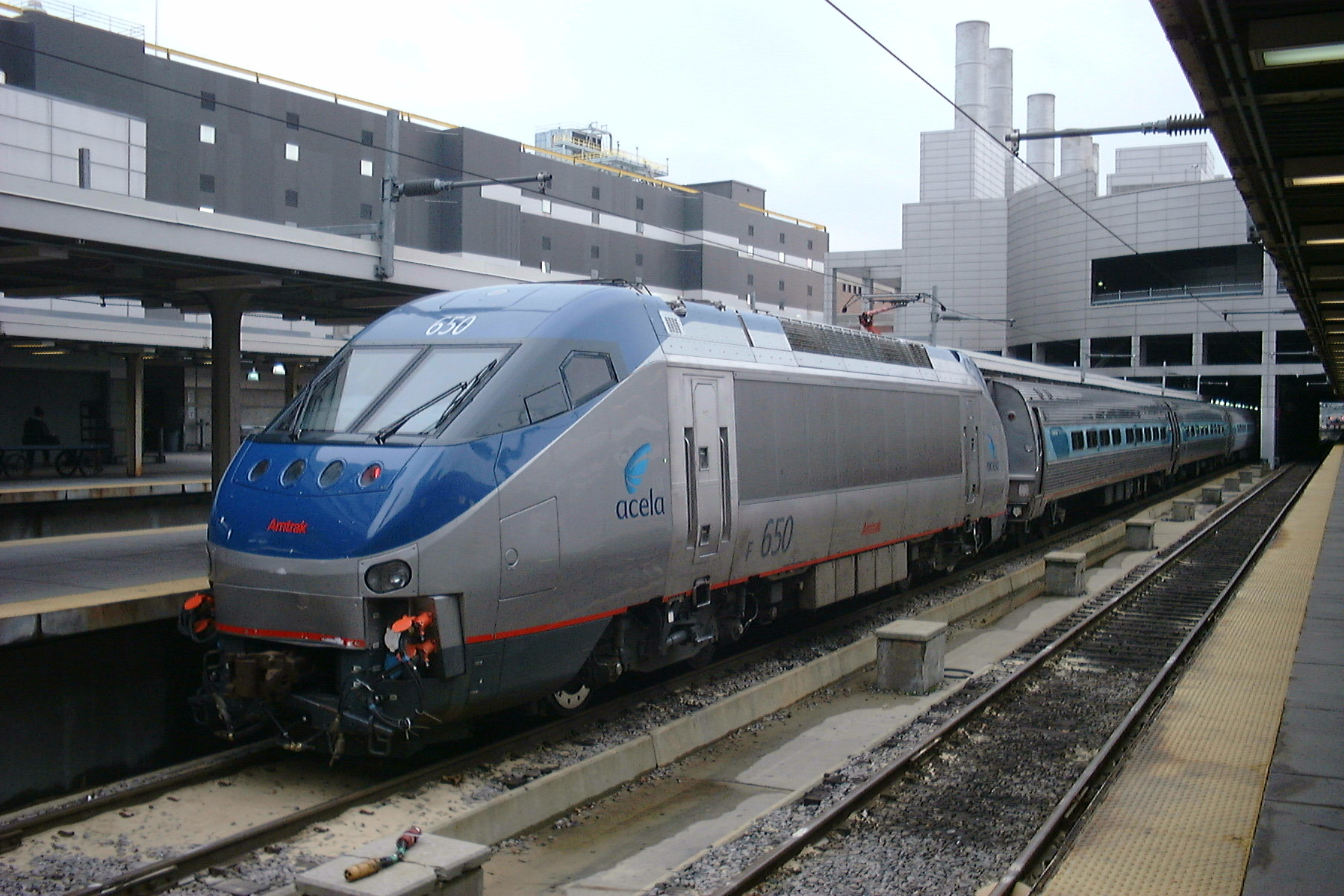
Acela HHP-8(由HHP-8型電力機車牽引的Acela Regional列車），2002年於波士頓南站

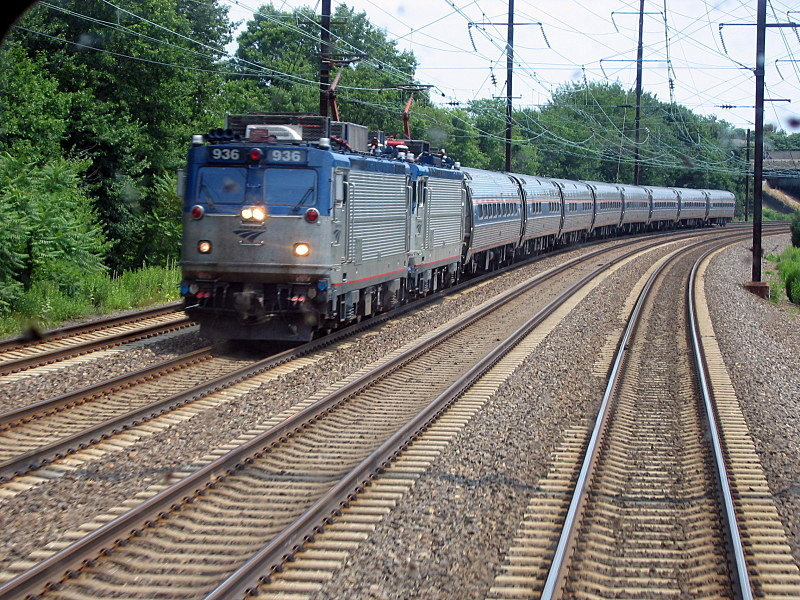
兩部EMD AEM-7 型電力機車牽引東北區域號，2005年於紐澤西州

東北區域號列車一般編成為兩部機車牽引6到10節車廂，但旅運高峰時期可達14節車廂。
目前所使用的車廂是改造後的美铁普运1型铁路客车；它們是1970年代中期由巴德公司製造的。由前端算起的第一節車廂是商務車，而簡餐車則在編組的中部。假如編組中有第二節簡餐車，則不營業而作為客車之用。有些班車沒有專屬的商務車而是在簡餐車前段提供少數商務艙座位。商務車之後的那節客車廂通常被指定為「寧靜車廂」，要求旅客放低談話音量，包括行動電話。
波士頓至華盛頓之間的路線以架空電線電氣化，大部分行駛於Amtrak所有的路線上。本段區間以電力機車牽引的列車行駛速度可達125 mph（201 km/h），所使用的電力機車包括1978年至1987年間為了現已停駛的巴德都市圈动车组所製造的AEM-7，出力5,800匹馬力（4.3瓦特）；經改造後可輸出7,000匹馬力（5.2瓦特）的AEM-7AC；在1999到2002年之間出廠的HHP-8電力機車，出力達8,000匹馬力（6.0瓦特）；2012至2015年出廠的ACS-64型電力機車 ，出力可達8,600匹馬力（6.4瓦特）。
2014年2月7日開始，新引進的ACS-64型電力機車將取代某些舊型機車以減低維護費用並使列車時刻安排更有彈性。本型機由西門子公司在加利福尼亞州沙加緬度由太陽能供電的工廠製造，時速可達125 mph（201 km/h），可稍微縮短行車時間。本型機車將以每月三輛的速度替換舊型機車，至2016年11月更換完畢。接下來的幾個月新型電力機車也將投入拱心石線。
東北區域號在維吉尼亞州路段以及春田市到康乃狄克州紐哈芬市之間的路段使用通用電氣P42DC型柴電機車，極速較低。而由於維吉尼亞州路段行駛的是貨運鐵路業者的路線，在此區列車較容易因為路線壅塞而誤點。

### 列車等級
- 客車（Coach class）車廂座位為走道兩側各有兩個座位，上方有閱讀燈，前方椅背有折疊式小桌，車廂側壁車窗下方設有兩個電源插座（120 V, 60Hz 交流電），車窗無窗簾。需要預先訂位。

唯購買本列車車票時，票面雖有「預定」字樣，僅指預定該班列車，而並非預定列車上某特定座位號碼，乘客上車時自行選取空位入座即可，車長驗票後會在該座位上方行李架放上小牌子表示此座位有人入座，乘客下車時車長會取下小牌子。
- 商務艙（Business Class）：商務艙有時有專屬的商務車廂，走道兩側各有兩個座位，上方有閱讀燈，有折疊式小桌，電源插座每個座位至少一個（120 V, 60Hz 交流電）。商務艙也可能設在簡餐車上，座位為並排之椅背可調整的皮椅，並有腳靠、閱讀燈上方有閱讀燈，有折疊式小桌，電源插座每個座位至少一個（120 V, 60Hz 交流電）。對商務艙旅客提供免費飲料服務，通常在起點站並提供當日報紙（一般是紐約時報）。

不管車廂形式為何，與一般客艙相比，商務艙座位一般來說腿部空間較充裕，椅背可調整角度較大，並有腳靠與窗簾。

## 路線

Amtrak 東北區域號路線圖 (互動式地圖)

多數東北區域號列車行駛於波士頓與華盛頓之間的東北走廊區間，行經紐約市。這段路線屬於Amtrak、馬薩諸塞灣交通局、大都會北方鐵路所有。 
由紐哈芬至春田市的列車，行駛路線也為Amtrak所有。在維吉尼亞州境內的延伸列車則行經屬於CSX運輸以及諾福克南方鐵路的路線。

## 外部連結
- "Amtrak – Northeast Regional" （页面存档备份，存于）, Amtrak.com.